# Jacobus Fontanus
Jacobus C. Fontanus Brugensis (ca. 1450-1528) of Jacob Fonteyn was een zestiende-eeuws humanist, jurist en historicus, afkomstig uit Brugge.

## Levensloop
Fontanus werd lid van de militaire orde van Sint-Jan of Hospitaalridders, later bekend als de Orde van Malta. Hij volgde zijn mede-ordebroeder Guilelmus Caoursin op als rechter in Rhodos.
Hij was bevriend met grootmeester Philippe Villiers de l'Isle Adam (1464-1535), onder wiens bestuur Rhodos in 1522 in handen viel van de Turken. Na een beleg van vijf maanden veroverde Süleyman I (1494-1566) het eiland. De Ottomaanse keizer had bewondering voor de moed die de belegerden hadden getoond en bood de grootmeester en degenen die hem wilden volgen, waaronder Fontanus, de mogelijkheid om het eiland te verlaten. Zodra ze weer vrij waren, publiceerde Fontanus het verslag dat hij gedurende de maanden van het beleg had bijgehouden. Het boek werd een succes en werd in verschillende talen vertaald en herdrukt.
Fontanus werd hoogleraar kerkelijk en burgerlijk recht aan de Universiteit van Parijs. Het is niet duidelijk of dit voor of na zijn verblijf in Rhodos was. De juridische commentaren die hij schreef, zowel alleen als in samenwerking met anderen, waren belangrijke werken die vaak opnieuw werden uitgegeven. Dit gold met name voor zijn commentaren op het zesde boek van de Decretalen.
Hij moet niet verward worden met Jacobus Fontanus (ca. 1550-1621), hoogleraar geneeskunde aan de Universiteit van Aix-en-Provence, noch met Johannes Fontanus (1545-1615), de auteur van Hortulus puerorum, pergratus, ac perutilis Latinè discentibus, Lyon, 1628.

## Publicaties
- Epistola elegantissima missa e Rhodo post devictam a crudelissimo Christianorum hoste Turcha insulam, Tübingen, 1523. Brief gericht aan paus Adrianus VI betreffende de wreedheden door de Turken bedreven tegen de katholieke bevolking van Rhodos.
- De bello Rhodio libri tres, Rome 1524 en Haguenau 1527.
  - vertaling in het Italiaans door M.F. Sansovino, Della guerra di Rhodi libri III , Vinegia 1545,
  - vertaling in het Duits door Ottmar Luscinius (Othmaren Nachtgall), Von iungster belegerung und eroberung der Statt Rhodis durch den Türcken im jar unseres hails M.D.XXII, Augsburg 1528.
  - vertaling in het Spaans door Christobal de Arcos, La Muy lamentable conquista y cruenta batalla de Rhodas, 1526
- Justiniani Principis Codex, Rome 1524 en Lyon 1528.
- Liber Sextus decretalium (samen met Aegidius Perrini), Lyon 1531, Lyon 1549, Lyon 1554, Lyon 1559, Parijs, Antwerpen, Ex officina Philippi Nutii, 1572.
- Clementinae Constitutiones, cum summariis: literalibus casibus optimis notabilibus, glossis ordinarijs: ... in quibus ... Jacobus Fontanus addidit et alia permulta omnimodo necessaria, collecta ex commentarijs Joannis de Imola. Petri de Ancharano, Zabarellae, Andreae Barbatiae, domini Panormitani, Breuiario doctoris Uankel
- Extravagantes Johannis XXII, sedulo recognitae et ab Iacobo Fontano Brugensi, explicatores redditae, Lyon 1528, Lyon 1531, Lyon 1556, Parijs 1561.
- De expugnatione Rhodi, epistola ad Adrianum VI, 1538.